# Wilma Montesi

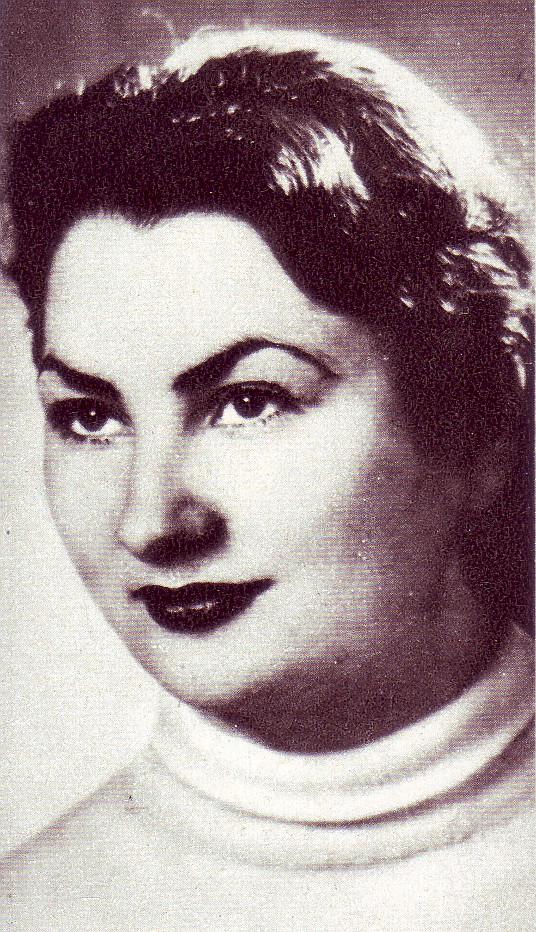
Wilma Montesi

Wilma Montesi (* 2. Februar 1932 in Rom; † 9. April 1953 in Torvaianica, einem Ortsteil von Pomezia, bei Rom) war ein italienisches Modemodell. Ihr Tod war Ausgangspunkt einer Affäre, die unter anderem zum Rücktritt des italienischen Außenministers Attilio Piccioni und eines Polizeichefs führte. Der Sohn Piccionis, Piero, galt jahrelang als Hauptverdächtiger, wurde jedoch 1957 ebenso wie ein weiterer Verdächtiger, Marchese Montagna, freigesprochen. Der Fall ist bis heute ungeklärt.
Das Schicksal von Wilma Montesi ist eng verknüpft mit dem nachfolgenden Skandal im römischen Dolce-Vita-Milieu („caso Montesi“). Die Affäre um Korruption, Drogen und sexuelle Verstrickungen unter Politikern, Adeligen, Prominenten und dem mutmaßlichen Mordopfer sollte die italienische Öffentlichkeit in den 1950er Jahren sehr beschäftigen und inspirierte Federico Fellini 1959 zu seinem Film La dolce vita („Das süße Leben“).

## Chronologie

### Leichenfund und erste Untersuchung
Wilma Montesi war die Tochter eines Schreiners und mit einem Polizeibeamten verlobt. Am Nachmittag des 9. April 1953 hatte sie die elterliche Wohnung in Rom verlassen. Ihre Leiche wurde am 11. April 1953 morgens am Strand von Torvaianica südlich von Rom aufgefunden. Der behördlichen Theorie, sie habe Selbstmord begangen oder sei nach einem Ohnmachtsanfall ertrunken, wurde in der Öffentlichkeit wenig Glauben geschenkt. Verschiedene Indizien sprachen dagegen, etwa dass die Leiche halbbekleidet war, während ihre restlichen Kleider verschwunden waren. Weitere Ermittlungen wurden zunächst eingestellt.
In der Folgezeit kam ein neuer Verdacht auf: Nahe dem Fundort der Leiche liegt der Landsitz Capocotta, ehemals königliches Jagdrevier. Man munkelte, dort veranstalteten Prominente Orgien, bei denen auch Drogen konsumiert würden. Auch Wilma Montesi sei dort in Begleitung des Jazzmusikers Piero Piccioni, eines Sohns des Außenministers Attilio Piccioni, und des wohlhabenden Marchese Montagna gesehen worden. In der Öffentlichkeit verbreitete sich das Gerücht, sie sei auf Capocotta durch Rauschgiftkonsum ums Leben gekommen und zwecks Vertuschung am Strand abgelegt worden, dennoch geriet die Angelegenheit danach bald in Vergessenheit.

### Beginn der Affäre
Der Journalist und Herausgeber Silvano Muto veröffentlichte im Oktober 1953 in seiner Zeitschrift Attualità einen auf Hörensagen beruhenden Artikel über den Fall Montesi, in dem er, ohne Namen zu nennen, die Gerüchte um eine Beteiligung der oben genannten Prominenten und anderer Mitglieder der römischen Oberschicht aufgriff. Die einzigen konkreten Aussagen, auf die sich Muto dabei berufen konnte, gingen auf das „leichte Mädchen“ Adriana Bisaccia zurück, die Muto in einer verrufenen Bar getroffen haben wollte und die sich, so der spätere Verdacht der Ermittlungsbehörden, nur aufspielte.
Es waren vor allem zwei Reaktionen auf den Artikel, die den Fall Montesi wieder ins Gespräch brachten und zu einem Skandal werden ließen. Die römische Polizei ließ Muto vorladen und bedrängte ihn, von seinen Mutmaßungen Abstand zu nehmen, was dieser zunächst tatsächlich tat. Ob die Beamten aus eigenem Antrieb handelten oder von höherer Stelle dazu gedrängt wurden, blieb unklar. Die zweite maßgebliche Reaktion auf den Artikel war die einer neuen Zeugin im Fall Montesi, Anna Maria Moneta Caglio, einer Tochter aus angesehenem Haus, die zu der Tatzeit eine Gespielin des verdächtigen Marchese Montagna gewesen war. Sie hatte nach eigener Aussage die Tote auf dem in dem Artikel veröffentlichten Foto wiedererkannt. Caglio belastete nicht nur Montagna durch die Aussage, sie habe ihn zusammen mit Wilma Montesi einige Zeit vor deren Tod gesehen, sondern auch Piero Piccioni, da sie aussagte, Montagna habe Piccioni ein falsches Alibi gegeben und bei den Ermittlungsbehörden gegen die weitere Untersuchung des Falles interveniert. Caglio, die eine schillernde Persönlichkeit war und deren Motivation und eventuelle Beteiligung an dem Fall ebenfalls zahlreiche Gerüchte provozierten, darunter vor allem, ihre Aussagen seien schlicht Rache für die Untreue ihres damaligen Liebhabers, erhielt im Rahmen der Affäre den Spitznamen „Tochter des Jahrhunderts“. Bestärkt von der unerwarteten Unterstützung, legte nun auch Muto seine Zurückhaltung ab und behauptete, man habe ihn genötigt, sich von seinem Artikel zu distanzieren. Muto änderte jedoch im weiteren Verlauf noch einige Male seine Aussage, weshalb er später als unglaubwürdig galt.
Die einsetzende Pressekampagne nahm alsbald nahezu hysterische Züge an. Es kam zu wilden Spekulationen. Falsche Augenzeugen, die ihre Geschichten der Presse verkauften, traten auf. Neben dem Betreiber des Capocotta geriet zeitweilig auch Prinz Moritz von Hessen, ein Enkel des abgedankten italienischen Königs Viktor Emanuel III., in Verdacht, weil er am fraglichen Abend auf Capocotta gesehen worden sein soll. Das Geschehen führte zum Rücktritt von Außenminister Attilio Piccioni, auch der zuständige Polizeichef verlor sein Amt. In den Fall wurde ferner die bekannte Filmschauspielerin Alida Valli hineingezogen. Auch sie hatte Piero Piccioni, mit dem sie befreundet war, ein als fragwürdig angesehenes Alibi für die Tatzeit gegeben. Dies löste weitere Spekulationen aus.

### Neuerliche Ermittlungen und Prozess
Die weiteren Ermittlungen gerieten zur Farce, da sie mehrmals für kurze Zeit wiederaufgenommen, aber immer wieder eingestellt wurden. Dabei intervenierten hochrangige italienische Politiker wie der damalige Innenminister und spätere Ministerpräsident Mario Scelba zugunsten einer Beendigung der Ermittlungen, während sich ein politischer Konkurrent Scelbas, Amintore Fanfani, für eine Fortsetzung einsetzte. Eine Zeugin, Adriana Bisaccia, behauptete, alle ihre Aussagen frei erfunden zu haben. Der Sinneswandel soll der mittellosen Frau eine beträchtliche Geldsumme eingebracht haben. Calgio hingegen beharrte auf ihrer Version, was ihr halb bewundernde, halb spöttische Charakterisierungen wie „die Jungfrau von Orleans ohne Jungfernschaft“ einbrachte.
Vor allem aufgrund der gegen vermeintliche oder tatsächliche Vertuschung und Korruption sturmlaufenden Öffentlichkeit kam es schließlich doch noch zum Prozess gegen Piccioni und Montagna, der vom Richter Raffaele Sepe geleitet wurde, der die beiden Männer verhaften ließ. Vor allem die Inhaftierung Montagnas galt als Machtprobe des Gerichts mit dem römischen Establishment. Während des Prozesses, der insbesondere für Montagna unvorteilhaft verlief, da im Fahrwasser der auf den Fall bezogenen Ermittlungen Gesetzesverstöße wie Korruption (im Zusammenhang mit der Democrazia Cristiana), Drogenhandel und Vorschubleistung von Prostitution aufgedeckt wurden, teilte sich die öffentliche Meinung in zwei Lager, die Gegner und die Verteidiger Piccionis und Montagnas, die sich in einer teils grotesken Schlammschlacht bekämpften.
Dabei setzten auch die Gegner Piccionis und Montagnas höchst fragwürdige Methoden ein und griffen begierlich jeden noch so abwegigen Verdacht gegen einzelne Personen des Umfeldes der beiden Männer auf, was oft erheblich gegen die Persönlichkeitsrechte der Betroffenen verstieß. Die Verteidiger der beiden präsentierten unterdessen andere Verdächtige, was die Untersuchungen immer wieder verlangsamte. Keine der Verdächtigungen hielt jedoch einer genaueren Begutachtung stand. Sepe ließ vermeintliche Zeugen beider Seiten, deren Aussagen offensichtlich abwegig waren, solange wegen Falschaussage einsperren, bis sie freiwillig zugaben, ihre Aussagen erfunden zu haben. Zeugen, denen Sepe große Bedeutung zumaß, ließ er ohne Ansehen ihres Standes den Pass entziehen, um ihre Flucht zu verhindern.
Trotz der strengen Prozessführung beförderte Sepe vor allem politische und gesellschaftliche Abgründe in Rom und ganz Italien zu Tage, jedoch kaum konkrete Fortschritte im verhandelten Fall. Ein angesehener Gerichtsmediziner hatte in einem vom Gericht beantragten Gutachten zumindest festgestellt, dass Montesi aller Wahrscheinlichkeit nach einem sexuell motivierten Verbrechen zum Opfer gefallen sein müsse und bei der ersten Untersuchung der Leiche zahlreiche Sachverhalte übersehen worden seien, darunter der Nachweis von Kokain in ihrem Körper, Spuren einer zumindest versuchten Vergewaltigung und Hinweise, dass Montesi nicht ertrunken, sondern ertränkt worden sei. Zudem gelang es Sepe, verschiedenen Beamten wie dem damaligen Polizeipräsidenten Roms, Saverio Polito, mutwillige Verschleierung und Beweisverschleppung nachzuweisen. Je nach aktuellem Prozessverlauf wurde Sepe, dem später von unabhängiger Seite eine bemerkenswerte Objektivität und Unbestechlichkeit bescheinigt wurde, als Kommunist, Faschist oder Angehöriger der Mafia diffamiert.
Der Prozess endete 1957 mit dem Freispruch der Angeklagten „wegen erwiesener Unschuld“. Einige, jedoch längst nicht alle der Alibis hatten sich nach intensiven Recherchen und der Einschätzung Sepes zufolge als ausreichend erwiesen, zudem hätten bestenfalls vage Indizien und keinerlei Beweise für eine Schuld oder Mittäterschaft der Verdächtigen vorgelegen. Die Umstände des Todes von Wilma Montesi sind bis heute ungeklärt.
Wilma Montesi ruht auf dem Cimitero del Verano in ihrer Geburtsstadt Rom.

## Rezeption
Schon zeitgenössische Medienberichte gegen Ende des Prozesses wie später auch rückblickende Reportagen über die Affäre stellten fest, dass sich die gesamte Auseinandersetzung weniger um den tatsächlichen Tathergang gedreht habe, sondern um eine in weiten Bevölkerungsteilen aufgestaute und während der Affäre aufbrechende Wut über eine dekadente, korrupte gesellschaftliche Elite. Dabei gilt es bis heute als Treppenwitz der Geschichte, dass ausgerechnet ein vermutlich falscher Verdacht zu zahlreichen Enthüllungen führte, die die Vorwürfe aus dem Volksmund gegen die Führungsschicht des Landes in mancher Hinsicht bestätigten, aber nichts zur Lösung des Falles Montesi beitrugen.
Auf dem Höhepunkt der Affäre befanden mehrere italienische, vor allem römische Zeitungen, dass die Demokratie im Land in akuter Gefahr sei, da sich jedes Vertrauen in den demokratischen Diskurs und die Rechtsstaatlichkeit Italiens aufzulösen drohe. Vor allem wurde in konservativen Medien vor der Gefahr des Kommunismus gewarnt und befürchtet, die kommunistischen Parteien könnten aus dem Unmut der Massen bei Neuwahlen Profit schlagen. Später wurde diese Interpretation der Affäre als überzogen eingeschätzt. Tatsächlich hatten viele Italiener vor allem außerhalb Roms die Affäre, insbesondere die mediale Schlammschlacht, die damit verbunden war, eher amüsiert als „Provinzposse aus der Hauptstadt“ wahrgenommen. Vielfach positiv hervorgehoben wurde die Prozessführung Raffaele Sepes, der nach Ansicht vieler Kommentatoren das Vertrauen der Italiener in die Überparteilichkeit der Justiz bewahrt habe.